# Маслињак (Жут)
Маслињак је ненасељено острвце у хрватском делу Јадранског мора.
Острвце се налази између ртова Струнац и Ражањ на острву Жут. Од рта Ражањ је удаљен 0,8 км. Површина острва износи 0,021 км². Дужина обалске линије је 0,66 км.. 